# Guioa membranifolia
Guioa membranifolia är en kinesträdsväxtart som beskrevs av Ludwig Radlkofer. Guioa membranifolia ingår i släktet Guioa och familjen kinesträdsväxter. Inga underarter finns listade i Catalogue of Life.